# Grenzaufsichtsdienst

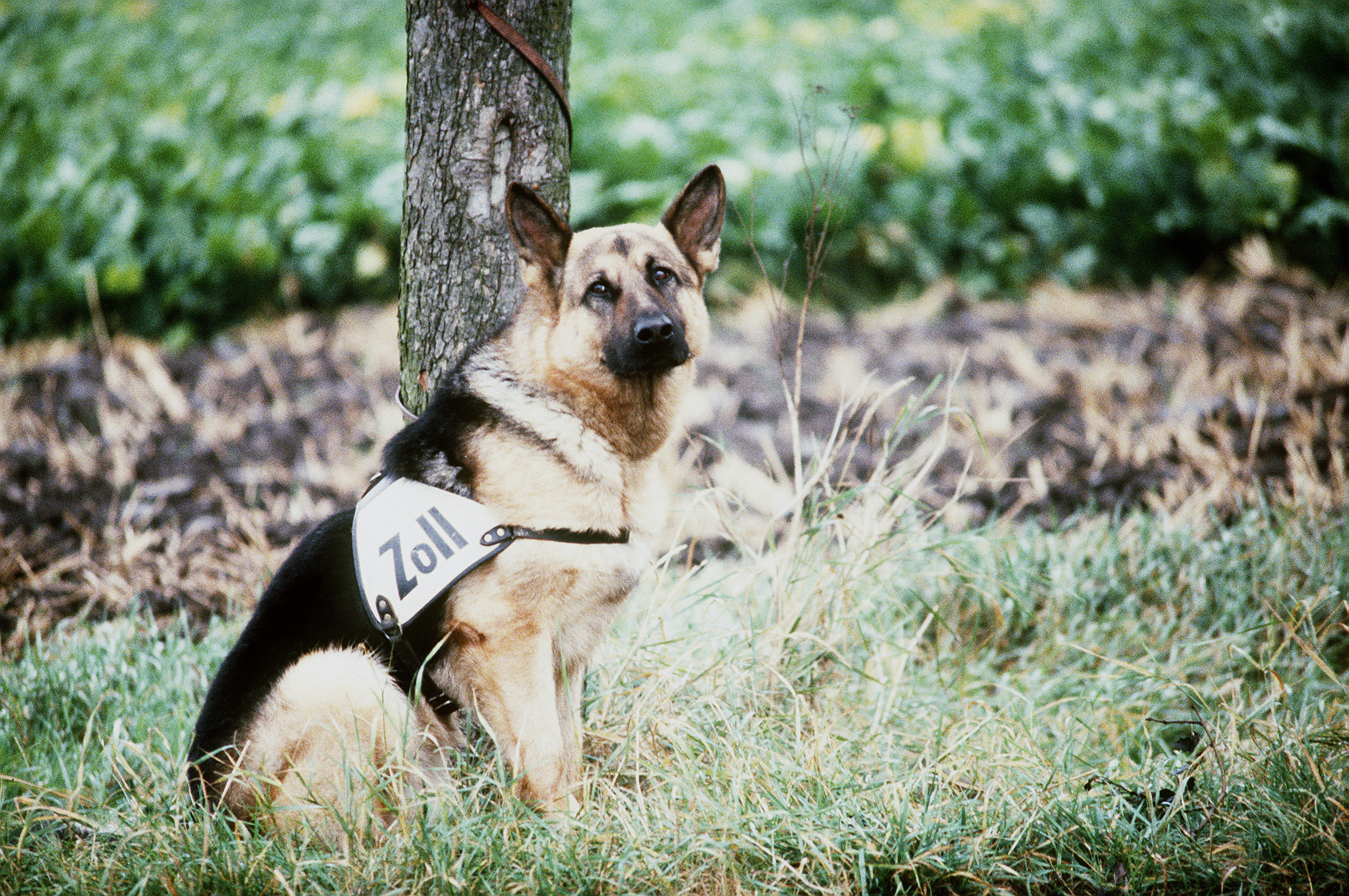
Deutscher Schäferhund des Zolls an der innerdeutschen Grenze 1984

Der Grenzaufsichtsdienst (abgekürzt GAD) war eine uniformierte und bewaffnete Arbeitseinheit der Bundeszollverwaltung. Sie beschäftigte sich primär mit der zollrechtlichen und grenzpolizeilichen Überwachung der Zollgrenzen der Europäischen Union. Zu ihren Hauptaufgaben gehörte es, die Verbringung (Einfuhr, Ausfuhr, Durchleitung) von verbotenen Waren und Substanzen zu verhindern (siehe Grenzaufsicht und Schmuggel), beziehungsweise deren beschränkten Verkehr zu überwachen (siehe VuB-Regeln).
Mit Harmonisierung des EU-Binnenmarktes und dem Beitritt weiterer Staaten zur EU ist der GAD an diesen Grenzen überflüssig geworden oder wurde von einer anderen Arbeitseinheit der deutschen Zollverwaltung, den Mobilen Kontrollgruppen, ersetzt. Die noch verbliebenen Aufgaben des Grenzaufsichtsdienstes an der Grenze zur Schweiz, an internationalen Flughäfen und an der Nord- und Ostsee (Wasserzoll) werden seit der Umsetzung des Projektes Strukturentwicklung Zoll durch die neugebildeten Kontrolleinheiten wahrgenommen.

## Aufbau
Der GAD gliederte sich wie folgt:
Bundesministerium der Finanzen
Bundesfinanzdirektion (bis 2007: Oberfinanzdirektion)
Hauptzollamt
Zollkommissariat (Grenzaufsichtsdienst)
Grenzaufsichtsstelle (Grenzaufsichtsdienst, Landzolldienst)
Zollschiffsstation (Grenzaufsichtsdienst; Wasserzolldienst)

## Geschichte
Zur Geschichte siehe auch den Hauptartikel Zollgrenzschutz (1937–1949).